# Kitty Courbois
Catharina Anna Petronella Antonia (Kitty) Courbois (Nijmegen, 13 juli 1937 – Amsterdam, 11 maart 2017) was een Nederlandse actrice.

## Biografie
Courbois werd geboren boven een kruidenierswinkel op de hoek van de Evertsenstraat en Dr. Jan Berendsstraat in Nijmegen, de stad waarin ze tot haar 21e woonde. Haar broer is de latere jazz-slagwerker Pierre Courbois. Ze werkte na haar middelbare school enige tijd bij een reclamebureau en kwam daarna bij het cabaretgezelschap van Ted de Braak. Hierna volgde ze lessen aan de Toneelschool Arnhem. Courbois had begin jaren zeventig een verhouding met de Belgische auteur Hugo Claus. Courbois was ook bevriend met acteur Joop Admiraal en zanger/acteur Ramses Shaffy. Courbois is de moeder van de schrijfster en bladenmaker Gijsje van Bentum.
Courbois overleed in 2017 aan de gevolgen van een hersenbloeding. Ze werd begraven op Zorgvlied.

## Loopbaan

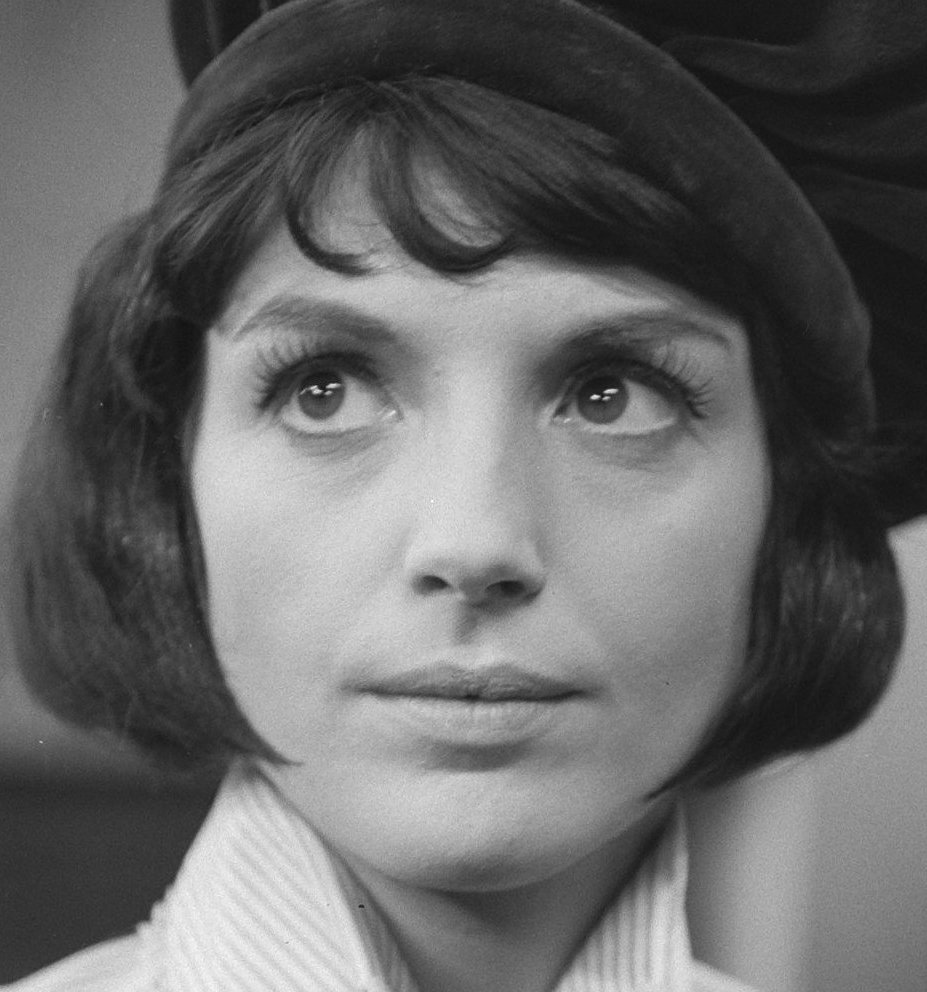
In De schaduw van een revolverman (VARA 1964)

Courbois maakte haar debuut op het witte doek in de korte film Helden in een schommelstoel (1963) van regisseur Frans Weisz. Ze was in 1966 ook hoofdrolspeelster in Het gangstermeisje van Weisz.
Ook was Courbois te zien in Het debuut (1977). Andere films met Courbois zijn Het bittere kruid (1985), Op hoop van zegen (1986), Vrijdag (1980), Twee vorstinnen en een vorst (1981) en Leedvermaak (1989). In 1986 speelde zij ook in de NCRV-serie Het wassende water.
Courbois trad ook op in het theater. Zij was verbonden aan De Nederlandse Comedie. Vanaf 1987 was Courbois verbonden aan Toneelgroep Amsterdam.
Van 1990 tot en met 1992 was Courbois te zien in Spijkerhoek, een televisieserie van Veronica.
In 1992 wijdde het Nederlands Film Festival een retrospectief aan haar.
In 2007 en in 2008 was Courbois te zien in de rol van Adriana Verbrugge in de speelfilm Gooische Vrouwen. Ze speelde de moeder van Willemijn Lodewijkx (Annet Malherbe). In 2007 speelde ze een naamloze bijrol in Alles is Liefde. Ze was ook te zien in Happy End in 2009.
In het theaterseizoen 2008/09 trad Courbois op in de theatervoorstelling De grote liefde van Ger Thijs, naast Renée Soutendijk en Derek de Lint.
Courbois vertolkte in de vierdelige VPRO-serie Beatrix, Oranje onder vuur de rol van Wilhelmina der Nederlanden. Vanaf 29 augustus 2012 was ze te zien als Catherine "Tante Jannie" Elsenbosch in de doktersserie Dokter Tinus. Zij besloot met deze rol te stoppen in 2014. Haar personage overleed aan een hartaanval.
In 2014 speelde Courbois in het toneelstuk La Paloma samen met Ingeborg Elzevier en Sigrid Koetse.
Courbois werkte ook mee aan hoorspelen op de radio. Zo was zij tussen 1996 en 2000 te horen als de Moeder van Nicolien Koning, de vrouw van hoofdpersoon Maarten Koning in het radio hoorspel Het Bureau naar de boekenserie van de Nederlandse auteur J.J. Voskuil. Zij was ook een van de vertellers in een aantal afleveringen van het hoorspel Bommel (verhalen 32, 78, 91 en 1061).

## Onderscheidingen
In 1998 werd Courbois officier in de Orde van Oranje-Nassau.
Bij haar vijftigjarig theaterjubileum op 28 maart 2010 werd de Courbois-parel in het leven geroepen door Toneelgroep Amsterdam en de Stadsschouwburg Amsterdam. Dit is een doorgeefprijs die de ontvangster op een zelfgekozen moment aan een zelfgekozen actrice overhandigt. Met de Courbois-parel wordt een actrice geëerd die gedurende een jarenlange carrière zowel op de theaterplanken, als in de film- en televisiewereld een onuitwisbare indruk heeft gemaakt bij een groot publiek.
De prijs bestaat uit een 19de-eeuws Frans kistje van glas, waarin een broche met parel ligt op een bedje van lapjes stof van kostuums die Courbois zelf ooit gedragen heeft: van een stukje plissé jurk uit Andromache en Richard III, een reepje uit het korset van The massacre at Paris, een lapje uit het overhemd van Naar Damascus tot een stukje uit de jurk die ze tijdens Zomertrilogie droeg.
Courbois droeg op 26 februari 2013 tijdens het 25-jarig jubileumfeest van Toneelgroep Amsterdam in de Stadsschouwburg Amsterdam de Courbois-parel over aan Halina Reijn.
In 2010 ontving ze bovendien het ereteken van verdienste van de stad Amsterdam.

## Filmografie
- Cesare (1958)
- De rinoceros - Kelnerin (1961)
- Bijna twintig (1961)
- Dagboek van Anne Frank (1962)
- Een midzomernachtsdroom - Hermia (1963)
- Villon vertaald (1964)
- Hedenavond: voorstelling - Actrice van scène uit 'Der Reigen' (1964)
- Spuit elf - Juli (1964)
- Villon vervolgd - Vertolkster van gedichten (1965)
- Jongens, jongens, wat een meid (1965)
- Aah... Tamara (1965)
- Het gangstermeisje (1966)
- Liefdesbekentenissen - Marina (1967)
- VD - Rooie Mien (1972)
- Waaldrecht - Mevrouw Koppes (1973)
- Uilenspiegel - Prinses van Ebolie (1973)
- De mens van goede wil - Rosa (1973-1974)
- Mariken van Nieuwmeghen (1974)
- Kind van de zon (1975)
- De laatste trein - Coba (1975)
- Klaverweide - Trees (1975)
- Van oude mensen, de dingen die voorbijgaan - Anna (1975-1976)
- Volk en vaderliefde - Artystone (1976)
- Het debuut - Anne Sanders (1977)
- Dubbelleven - Toos (1978)
- Ons goed recht (1979)
- Twee vrouwen - Sylvia's moeder (1979)
- Tiro - Lea Bovenlander (1979)
- Goed volk (1979)
- Spetters - Dokter (1980)
- Vrijdag - Jeanne (1980)
- Twee vorstinnen en een vorst - Moeder (1981)
- Armoede - Lena Boot (1982)
- An Bloem - An Bloem (1983)
- De mannetjesmaker - Olga Müller (1983)
- Schoppen troef - Nel (1984)
- Het bittere kruid - Moeder Meijer (1985)
- Flesh+Blood - Anna (1985)
- In het voorbijgaan (1985)
- Het wassende water - Thera Beijen (1986)
- Op hoop van zegen - Kniertje (1986)
- Leedvermaak - Ada (1989)
- Los zand (1989)
- Vincent & Theo - Anna van Gogh (1990)
- Spijkerhoek - Mamma Chaiavelli (1990-1992)
- Dierbaar - Vrouw (1991)
- De zomer van '45 - Moeder Bloemink (1991)
- Prettig geregeld - Ans Kreukniet (1991)
- Werther Nieland (1991)
- Oog in oog - Oude vrouw (1992)
- De zevende hemel - Hotelhoudster (1993)
- Belle van Zuylen - Madame de Charrière - Mevrouw Saurin (1993)
- De tussentijd - Sophie Cambach (1993)
- Coverstory - Gerda van Beek / Julia Smink (1993)
- Mus - Janna (1993)
- Medisch Centrum West - Simone Hoogland (1993)
- Oude Tongen - Sitske Sake (1994)
- Hoogste tijd - Berta Bouwmeester (1995)
- Madelief, krassen in het tafelblad - Oma (1998)
- Baantjer - Mevrouw Waterman (1999)
- Leven en dood van Quidam Quidam - Lenin (1999)
- Duinzicht boven (1999)
- Cross fate (2000)
- Pasen op schokland - Grootmoeder (2000)
- Knofje - Oma Gooi (2001)
- Wet & Waan - Mevrouw Cassee (2001)
- Het achterland - Moeder Alex (2001)
- Monte Carlo - Weduwe van Tuyl van Serooskerken (2001)
- Qui vive (film) - Ada (2001)
- Goede daden bij daglicht - Mam (2001)
- Oma Hondje - Oma Hondje (2001-2007)
- Toen was geluk heel gewoon - Vrouw Koekoek (2002)
- Achttien - Grootmoeder (2002)
- Mevrouw de minister - Salomo (2002)
- Brush with fate - Hilde (2003)
- Silently broken (2003)
- Polleke (2003)
- Deining - Johanna (2004)
- Het glazen huis - Juliette Dulac (2004)
- Gebroken Rood - Rita (2004)
- Gezocht: man - Oma Bas (2005)
- Het mysterie van de sardine - Victoria Koenen (2005)
- Parels & Zwijnen - Pita (2005)
- Kinkerstraat - Joop (2006)
- Zeven zonden (2006)
- Shouf Shouf! - Greta de Kock (2006)
- Alles is liefde - Actrice op crematie (2006)
- Gooische vrouwen - Adriënne Verbrugge (2007-2008)
- Amsterdam - Heler (2009)
- Happy end - Ada (2009)
- Vlees - Moeder inspector man (2010)
- Dicht bij mij vandaan - Miranda (2010)
- Het gordijnpaleis van Ollie Hartmoed - Ingeborg Hartmoed (2011)
- Beatrix, Oranje onder vuur - Wilhelmina (2012)
- Dokter Tinus - Jannie Elsenbosch (2012-2015)
- Brammetje Baas - Moeder Vis (2012)
- Ballast - Didi (2012)
- Nooit te oud - Gerda de Graaf-Hageman (2013)
- Hartenstraat - Bep (2014)
- De held - Iezebel (2016)

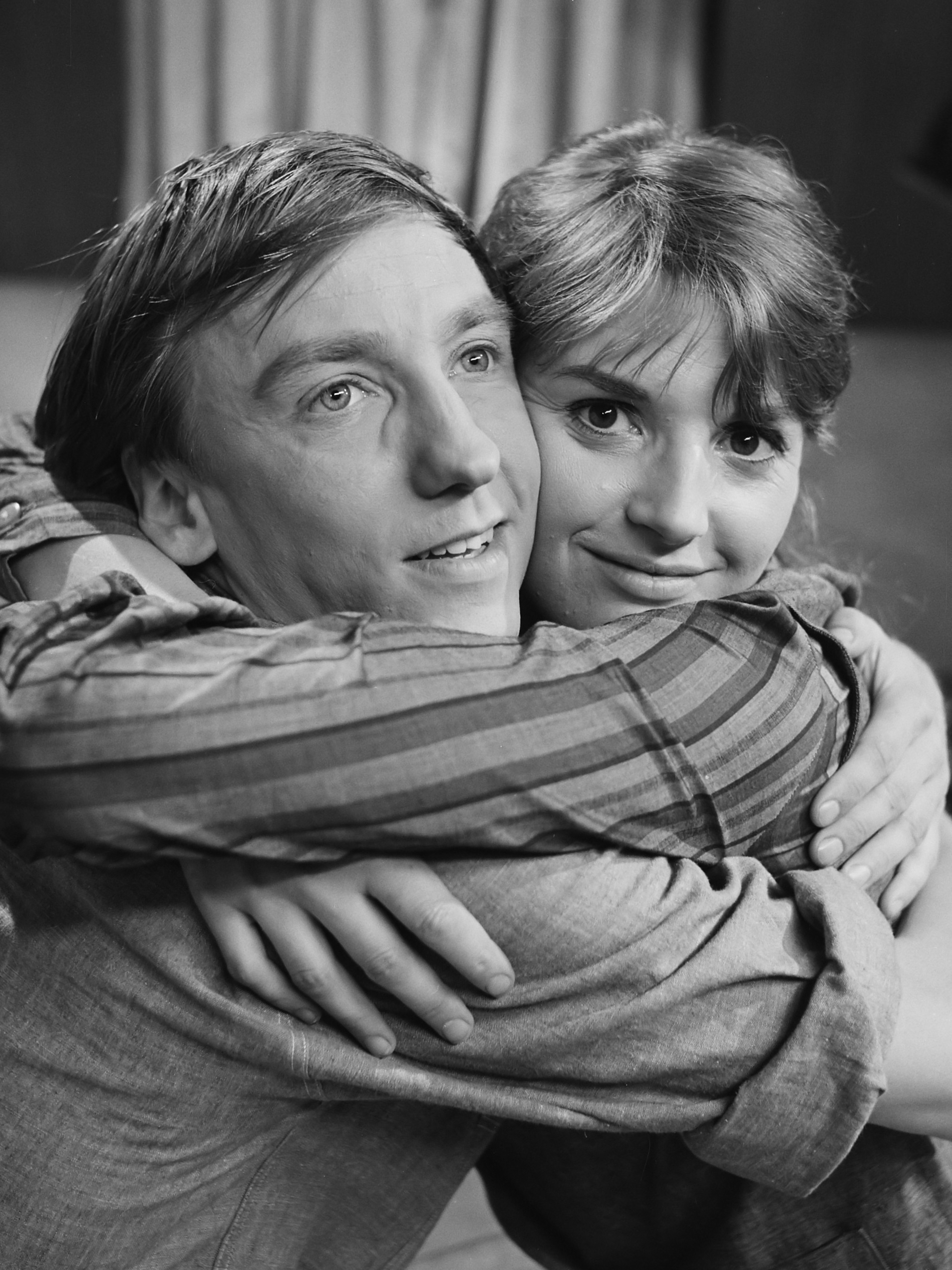
Met Jules Royaards in Op zoek naar Garrow (1962)
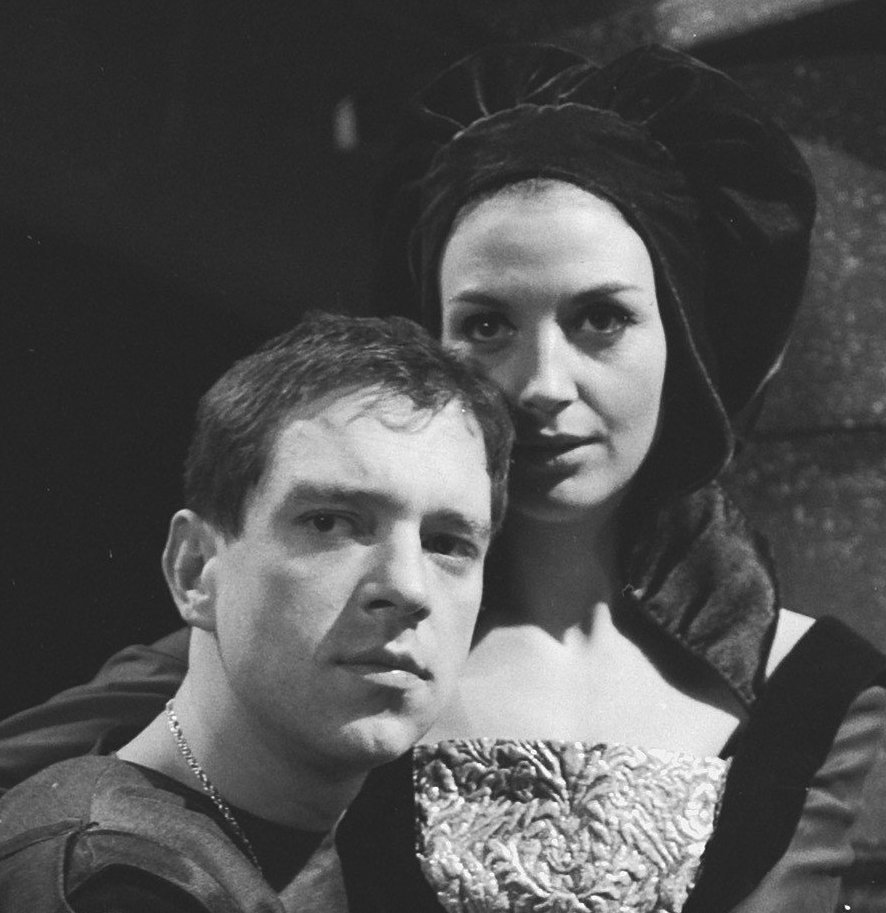
Met Ramses Shaffy in Villon vertaald (1964)
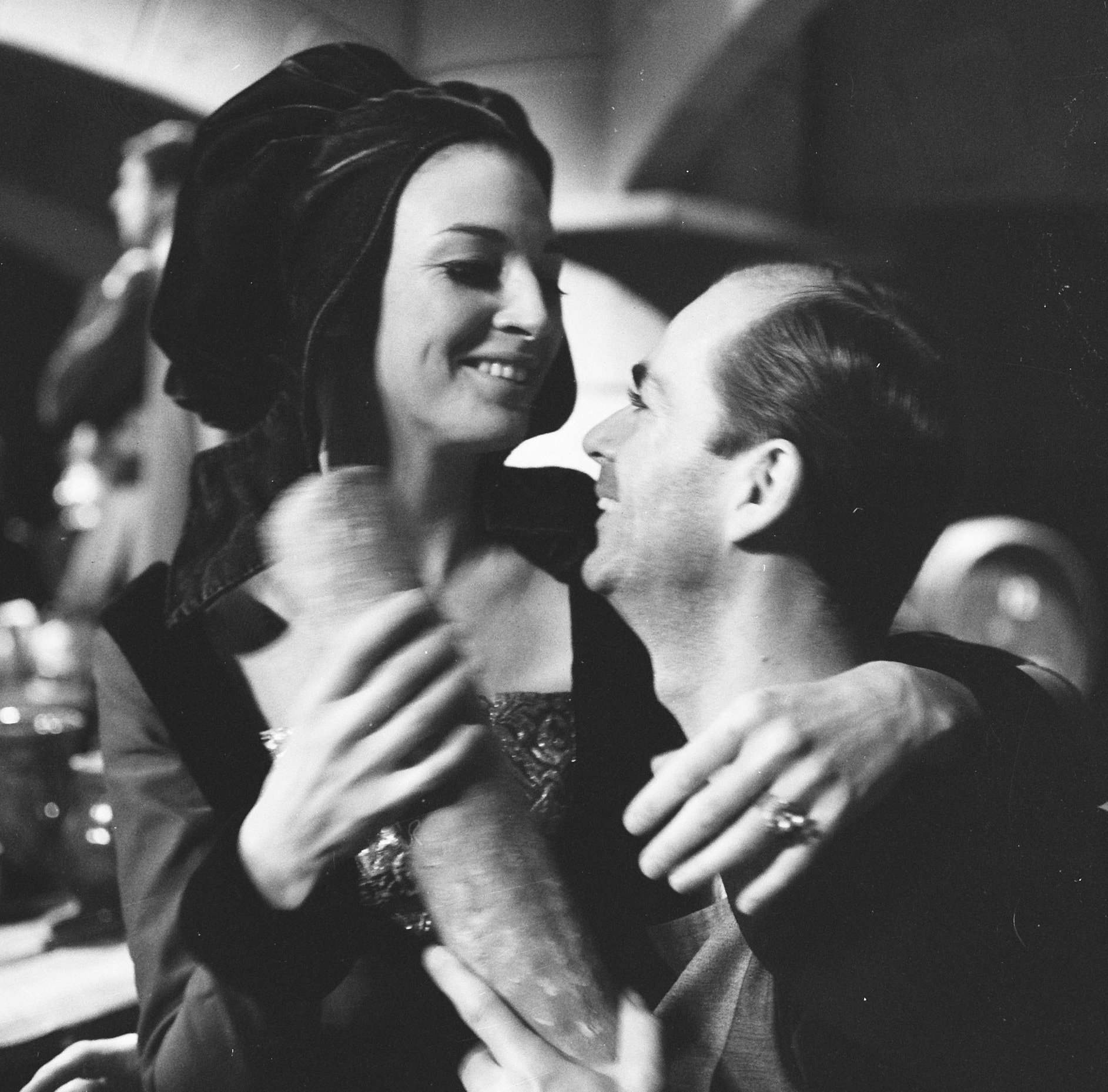
Met Henk van Ulsen in Villon vertaald (1964)